# Yvan Cadiou
Pour les articles homonymes, voir Cadiou.
Yvan Cadiou, né le 24 juillet 1962, est un cuisinier français et chroniqueur dans l'émission Comment ça va bien !, diffusée sur France 2.
Dédié à sa mère, son premier livre de recettes, selon lui « dans l'esprit de Michel Olivier et des recettes Tupperware des années 70 » est sorti en février 2006. Ce livre a été le premier d'une longue série : ainsi, en 2008, il était à neuf ouvrages et 50 000 exemplaires vendus. Dès lors, il part à Londres où il s'impose à la télévision : « Je tapais sur les Français pour dire combien les Anglais étaient formidables » avoue-t-il. À la suite de cela, il est engagé sur douze émissions pour une "battle" entre cuisiniers.

## Ouvrages publié
- Cuisine pour tous, Préface de Michel Oliver, Collection « L'Atelier d'Yvan », Romain Pages Éditions, Sommières, mai 2010[3].
- Cuisine au wok, Collection « L'Atelier d'Yvan », Romain Pages Éditions, Sommières, mars 2007[3].
- Jus de fruits et légumes, Collection « L'Atelier d'Yvan », Romain Pages Éditions, Sommières, juin 2007[3]. Meilleur livre de cuisine au monde aux World Cookbook Awards, Londres.
- La banane dans tous ses états !, Collection « L'Atelier d'Yvan », Romain Pages Éditions, Sommières, février 2008[3].
- Shake’n mix, Collection « L'Atelier d'Yvan », Romain Pages Éditions, Sommières, avril 2008[3].
- Pains 100 % bio, Collection « L'Atelier d'Yvan », Romain Pages Éditions, Sommières[3].
- J’suis verres !, Collection « L'Atelier d'Yvan », Romain Pages Éditions, Sommières[3].
- Superwich et M’dame Tartine, Collection « L'Atelier d'Yvan », Romain Pages Éditions, Sommières, mars 2008[3].
- Frit style, Collection « L'Atelier d'Yvan », Romain Pages Éditions, Sommières[3].